# Зец, Миодраг
Миодраг Зец (черног. Миодраг Зец / Miodrag Zec; 4 октября 1982, Цетине, СФРЮ) — черногорский футболист, нападающий.

## Карьера
Воспитанник клуба «Петровац». Большую часть своей карьеры провел за команду «Могрен».
В 2004 году летом перешёл в клуб российской Премьер-Лиги «Алания» (Владикавказ). В чемпионате страны Зец провел 3 игры и забил 1 гол. Сезон 2005 года нападающий начинал в азеирбаджанском «Баку» и помог команде выиграть кубок страны. Однако вскоре футболист вернулся в «Могрен».
В 2006 году Зец выступал за клуб российской Первого дивизиона «Балтика» (Калининград). Всего за команду нападающий провел 31 игру и забил 5 мячей.
С 2007 года игрок выступает в чемпионате Черногории по футболу. В 2012 году провел 1 матч за албанскую «Тирану».

## Достижения
- Чемпион Черногории (2): 2009/10, 2010/11
- Обладатель Кубка Черногории (2): 2007/08, 2009/10
- Обладатель Кубка Азербайджана (1): 2004/05